# David E. H. Jones
David Edward Hugh Jones (Londra, 20 aprile 1938 – Newcastle upon Tyne, 19 luglio 2017) è stato un chimico e divulgatore scientifico britannico che, con lo pseudonimo di Daedalus, è stato l'inventore del macchinario DREADCO. Ha pubblicato dal 1964 settimanalmente una rubrica di divulgazione scientifica per 38 anni su New Scientist e poi sulla rivista Nature fino al 2002. Questi articoli sono poi stati raccolti in due libri: The Inventions of Daedalus: A Compendium of Plausible Schemes (1982) e The Further Inventions of Daedalus (1999).

## Biografia

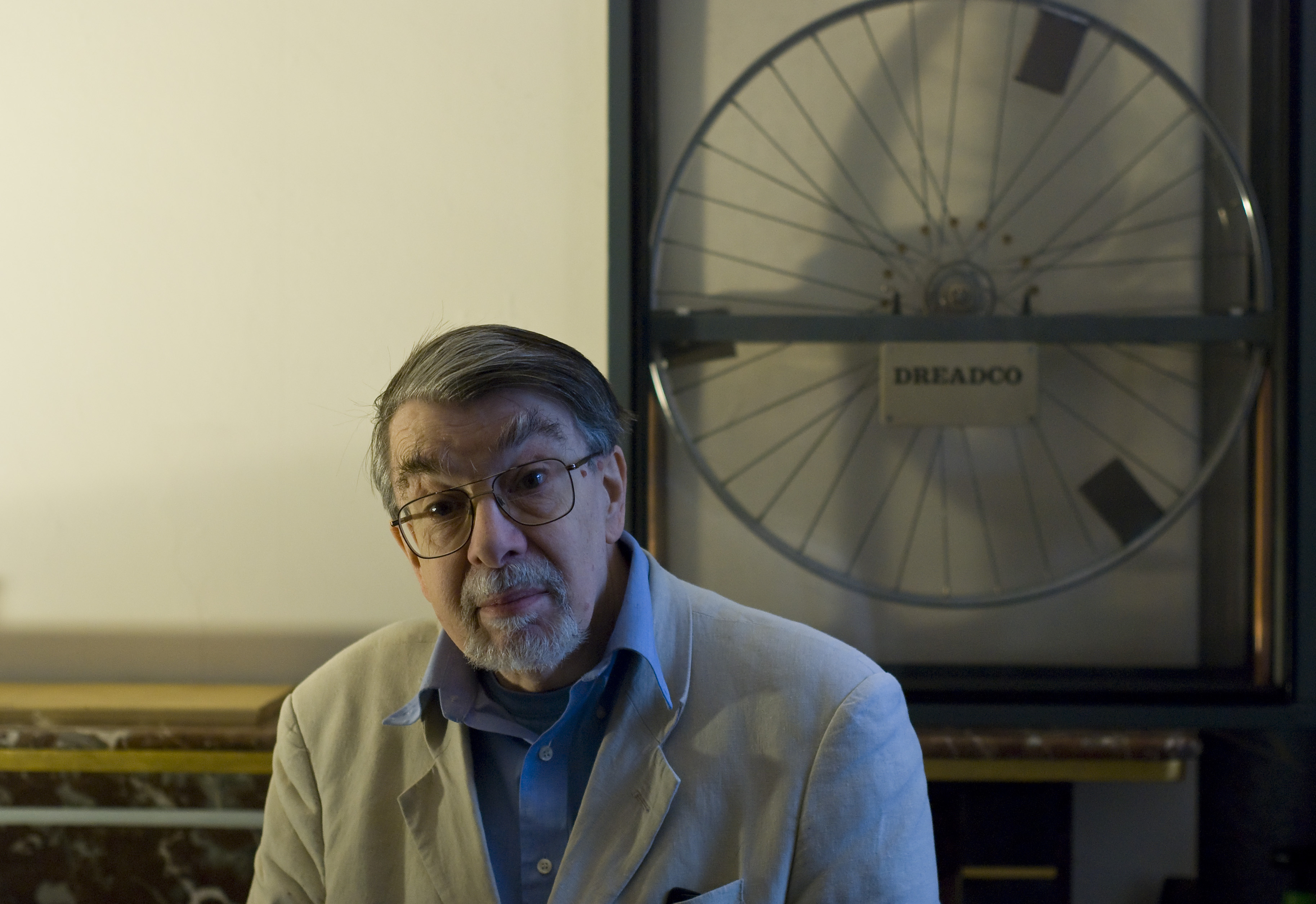
David E. H. Jones con il DREADCO

È nato a Southwark, Londra. Suo padre, Philip, era un copywriter pubblicitario. Sua madre era Dorothea Sitters. Aveva un fratello, Peter Vaughan Jones. Ha frequentato la Crofton Primary School a Orpington, nel Kent, e poi l'Eltham College.
Nel 1962 si è laureato in chimica e ha completato un dottorato di ricerca in chimica organica presso l'Imperial College di Londra.
Jones ha lavorato per un anno per un'azienda specializzata nella progettazione di apparecchiature di laboratorio e poi come borsista post-dottorato presso l'Imperial, dove ha lavorato sulla spettroscopia infrarossa e ha iniziato la sua rubrica per New Scientist. Nel 1967 ha assunto un posto come assistente alla cattedra presso l'Università di Strathclyde. Dopo un anno si è trasferito a Runcorn, nel Cheshire, dove ha lavorato come ricercatore in spettroscopia per l'Imperial Chemical Industries. Nel 1974 è diventato Sir James Knott Research Fellow presso l'Università di Newcastle upon Tyne. Successivamente è diventato un consulente scientifico indipendente per l'industria fornendo idee, servizi di brainstorming e dimostrazioni scientifiche per la televisione.
Alcune delle sue invenzioni si sono dimostrate pratiche; circa un quinto di essi è stato seriamente proposto o addirittura brevettato da altri. Nel 1966 previse l'esistenza di molecole di carbonio cave prima che fosse prodotto il buckminsterfullerene e molto prima che i suoi sintetizzatori vincessero un premio Nobel per la scoperta dei fullereni. Si fa risalire l'invenzione della stampa 3D al 1984 da parte di Chuck Hull ma Jones espose il concetto in New Scientist nel 1974, 10 anni prima. Fu uno dei primi proponenti di un ascensore spaziale (1964) e dell'archeoacustica (1969).
Oltre a Daedalus, negli ambienti scientifici è noto per i suoi studi sulla stabilità della bicicletta, per la sua determinazione dell'arsenico nella carta da parati di Napoleone, e per aver progettato e fatto volare sullo Space Shuttle un esperimento di microgravità per coltivare un giardino chimico.
È anche noto per la sua serie di finte macchine a moto perpetuo, una delle quali si trova al Technisches Museum di Vienna . Nel 2009, un film documentario sul suo lavoro e le sue invenzioni, Perpetual Motion Machine, è stato realizzato e mostrato al Newcastle Science Festival 2010.
Era conosciuto in Germania come ospite fisso del quiz scientifico televisivo degli anni '80 Kopf um Kopf (Head to Head), che presentava interessanti esperimenti di fisica.

## Vita privata

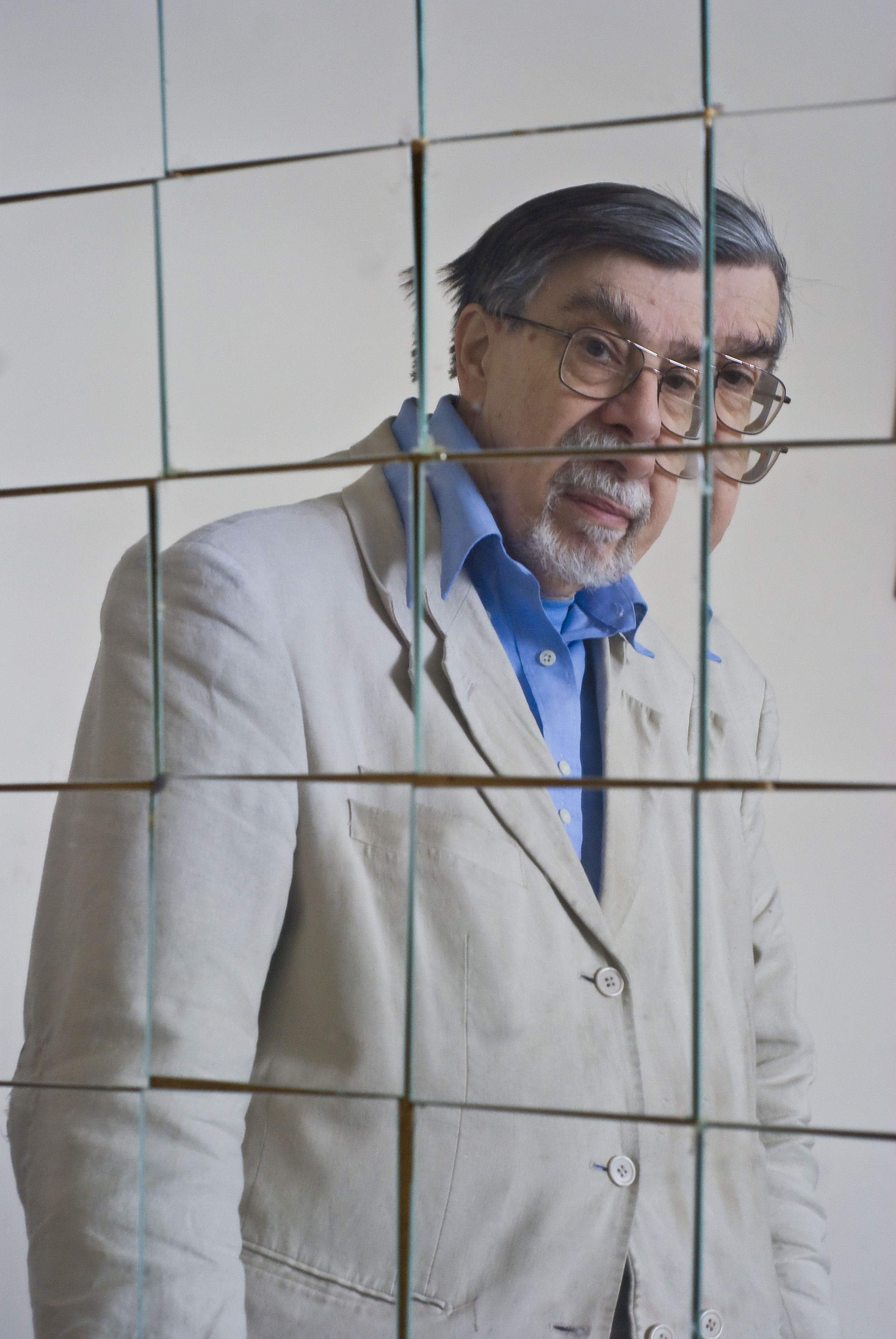

Nel 1972 sposò Jane Burgess, ma il matrimonio durò solo un anno. Ha avuto una lunga relazione con l'artista Naomi Hunt.
Morì nel 2017 per cancro alla prostata.

## Opere
- The Inventions of Daedalus: A Compendium of Plausible Schemes, (1982) W. H. Freeman; ISBN 0-7167-1412-4
- The Further Inventions of Daedalus, (1999) Oxford University Press; ISBN 0-19-850469-1
- The Aha! Moment: A Scientist's Take on Creativity (2011) Johns Hopkins University Press; ISBN 978-1421403311
- Why Are We Conscious?: A Scientist's Take on Consciousness and Extrasensory Perception (2017) CRC Press; ISBN 1351681311 ,ISBN 9781351681315